# Північна провінція Хамгьон
Півні́чна прові́нція Хамгьо́н (кор. 咸鏡北道, 함경북도, Хамгьон-пукто) — провінція Корейської Народної Демократичної Республіки.
Розташована на північному сході Корейського півострова, на північному сході Республіки, на кордоні з Китаєм і Росією. Омивається водами Японського моря. Утворена 1896 року на основі північної частини історичної провінції Хамгьон. 
Адміністративний центр — місто Чхонджін. Скорочена назва — Хамгьон-Північ (кор. 咸北, 함북, Хампук).